# Bongo (embarcación)
El bongo ("árbol grande") es un tipo de canoa o lanchón, de madera, típico de las regiones del Caribe hispano.

## Descripción
Tiene forma corta y chata, y se utiliza para el transporte fluvial y la pesca marítima. Es un tipo de embarcación hecha de un único tronco de árbol o de tablas de madera unidas, a menudo de cedro. Debido a su tamaño, es versátil y fácil de transportar. Además de la propulsión por remos, también se pueden utilizar con pequeñas velas.
El antropólogo Olaf Holm también describe el bongo en su libro Cultura Manteño-Huancavilca, conde escribe que suelen ser cortas, y de acuerdo con su tamaño, pueden llevar mayor o menor número de velas.

## Localizaciones
Las embarcaciones son comunes en las zonas rurales de Colombia y Ecuador, por ejemplo, en las regiones de Esmeraldas, Guayas, Santa Elena, Manabí, etc. Otros tipos de embarcaciones pequeñas comunes en estas aguas son el champán, la piragua o las canoas. Se habla de bongos de troncos de árboles que podían transportar hasta 70 toneladas en el siglo XIX. Hasta mediados de ese siglo, se utilizaban principalmente champanes y bongos para el transporte de mercancías entre el Atlántico y el interior de Colombia a través de la gran vía fluvial del Magdalena.